# Team Fortuneo-Samsic/Saison 2018
Diese Liste beschreibt die Mannschaft und die Erfolge des Radsportteams Fortuneo-Samsic in der Saison 2018.

## Erfolge in der UCI Europe Tour
In den Rennen der Saison 2018 der UCI Europe Tour gelangen die nachstehenden Erfolge.
| Datum     | Rennen                              | Kat. | Sieger              |
| --------- | ----------------------------------- | ---- | ------------------- |
| 21. Juni  | 1. Etappe Tour de Savoie Mont-Blanc | 2.2  | Maxime Bouet        |
| 5. August | Polynormande                        | 1.1  | Pierre-Luc Perichon |

## Mannschaft
| Teamkader 2018                            | Teamkader 2018     | Teamkader 2018 | Teamkader 2018                         |
| Name                                      | Geburtsdatum       | Land           | Vorheriges Team                        |
| ----------------------------------------- | ------------------ | -------------- | -------------------------------------- |
| Warren Barguil                            | 28. Oktober 1991   | Frankreich     | Team Sunweb (2017)                     |
| Franck Bonnamour                          | 20. Juni 1995      | Frankreich     | BIC 2000 (2015)                        |
| Maxime Bouet                              | 3. November 1986   | Frankreich     | Etixx-Quick Step (2016)                |
| Michael Carbel                            | 7. Februar 1995    | Dänemark       | Virtu Cycling (2017)                   |
| Maxime Daniel                             | 5. Juni 1991       | Frankreich     | AG2R La Mondiale (2016)                |
| Anthony Delaplace                         | 11. September 1989 | Frankreich     | Sojasun (2013)                         |
| Brice Feillu                              | 26. Juli 1985      | Frankreich     | Sojasun (2013)                         |
| Armindo Fonseca                           | 1. Mai 1989        | Frankreich     | Côtes d'Armor (2010)                   |
| Arnaud Gérard                             | 6. Oktober 1984    | Frankreich     | FDJ-BigMat (2012)                      |
| Élie Gesbert                              | 1. Juli 1995       | Frankreich     | VC Pays de Loudéac (2016)              |
| Romain Hardy                              | 24. August 1988    | Frankreich     | Cofidis, Solutions Crédits (2016)      |
| Benoît Jarrier                            | 1. Februar 1989    | Frankreich     | Véranda Rideau-Super U (2012)          |
| Kévin Ledanois                            | 13. Juli 1993      | Frankreich     | CC Nogent-sur-Oise (2014)              |
| Sindre Lunke                              | 17. April 1993     | Norwegen       | Team Sunweb (2017)                     |
| Jérémy Maison                             | 21. Juli 1993      | Frankreich     | FDJ (2017)                             |
| Amaël Moinard                             | 2. Februar 1982    | Frankreich     | BMC Racing Team (2017)                 |
| Pierre-Luc Périchon                       | 4. Januar 1987     | Frankreich     | La Pomme Marseille (2012)              |
| Laurent Pichon                            | 19. Juli 1986      | Frankreich     | FDJ (2016)                             |
| Clément Russo                             | 20. Januar 1995    | Frankreich     | Probikeshop Saint-Étienne Loire (2017) |
| Florian Vachon                            | 2. Januar 1985     | Frankreich     | Roubaix Lille Métropole (2009)         |
| Bram Welten                               | 29. März 1997      | Niederlande    | BMC Development (2017)                 |
| Romain Le Roux                            | 3. Juli 1992       | Frankreich     | Armée de terre (2017)                  |
|                                           |                    |                |                                        |
| Quellen: ProCyclingStats Cycling Quotient |                    |                |                                        |